# Кальв (район)
Кальв (нем. Calw) — район в Германии. Центр района — город Кальв. Район входит в землю Баден-Вюртемберг. Подчинён административному округу Карлсруэ. Занимает площадь 797,52 км². Население — 160 725 чел. Плотность населения — 202 человека/км².
Официальный код района — 08 2 35.
Район подразделяется на 25 общин.

## Города и общины
Города
1. Альтенстайг (11 180)
2. Бад-Херренальб (7 478)
3. Бад-Либенцелль (9 519)
4. Бад-Тайнах-Цафельштайн (3 048)
5. Бад-Вильдбад (11 136)
6. Кальв (23 837)
7. Хайтербах (5 844)
8. Нагольд (22 910)
9. Нойбулах (5 532)
10. Вильдберг (10 140)

Объединения общин
Общины
1. Альтенгстетт (8 135)
2. Добель (2 256)
3. Эбхаузен (4 864)
4. Эгенхаузен (1 998)
5. Энцклёстерле (1 284)
6. Гехинген (3 976)
7. Хёфен-на-Энце (1 714)
8. Нойвайлер (3 177)
9. Оберрайхенбах (2 881)
10. Остельсхайм (2 519)
11. Рордорф (1 945)
12. Шёмберг (8 612)
13. Зиммерсфельд (2 205)
14. Зиммоцхайм (2 751)
15. Унтеррайхенбах (2 344)